# Rue Richard-Gardebled
La rue Richard-Gardebled est une voie du centre historique de Rosny-sous-Bois dans le département de Seine-Saint-Denis.

## Situation et accès
Cette voie de communication commence son tracé à la place Van-der-Heyden et se dirige dans un premier temps vers le sud.  Arrivée à la rue des Berthauds, elle bifurque vers l'ouest et se termine place de l'Église-Sainte-Geneviève.
Elle est accessible par la gare de Rosny-sous-Bois. 

## Origine du nom

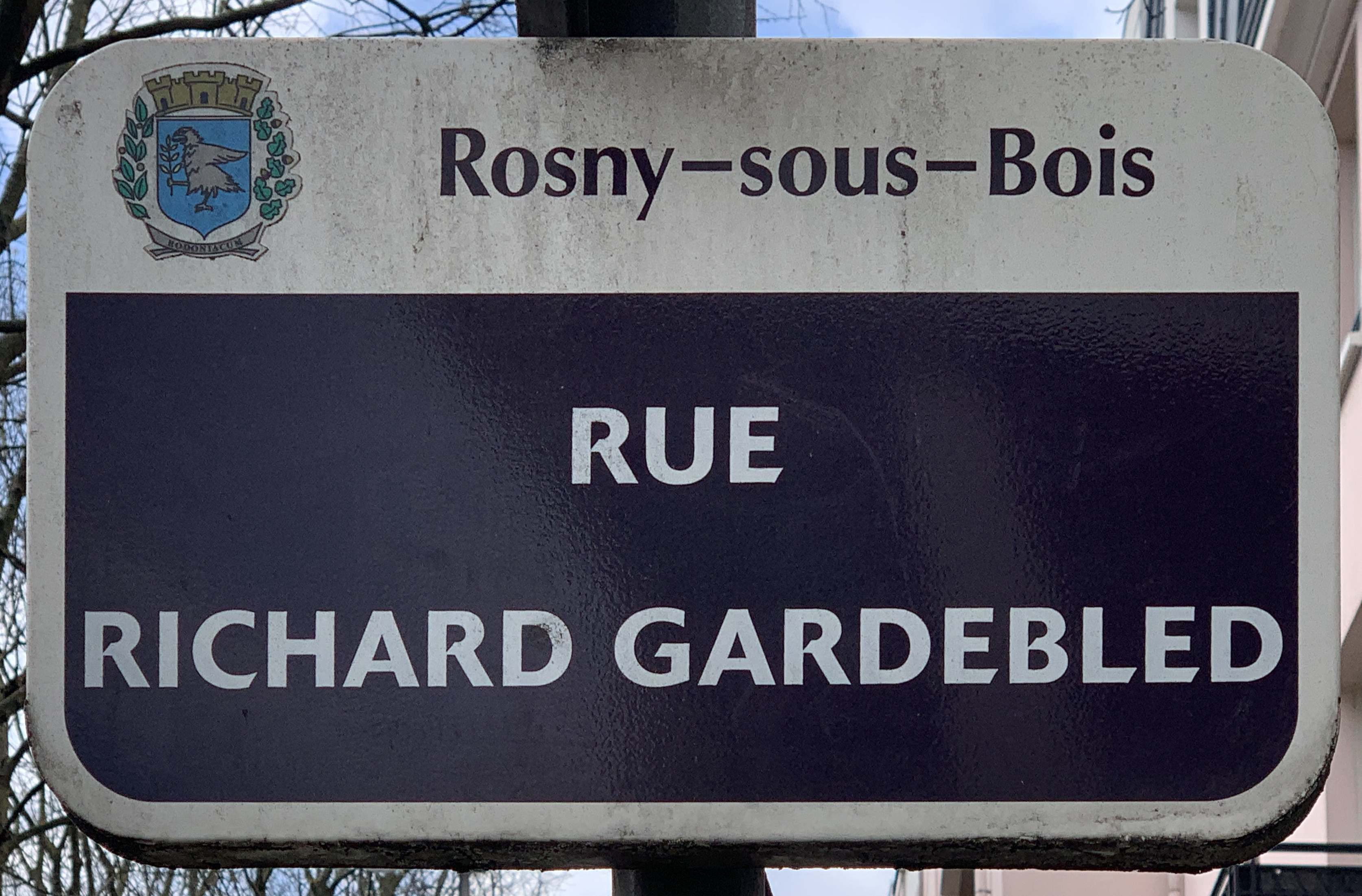
Plaque de la rue.

Cette rue a été nommée le 21 novembre 1913 en hommage à Eugène Hubert Richard et son épouse Geneviève Adèle Gardebled, bienfaiteurs de la commune. Le square Richard-Gardebled, dans les environs, porte aussi leur nom.
Lui et son épouse, sans héritiers, léguèrent leurs biens à la commune: Maison, terrain et un capital de 200 000 francs.

## Historique

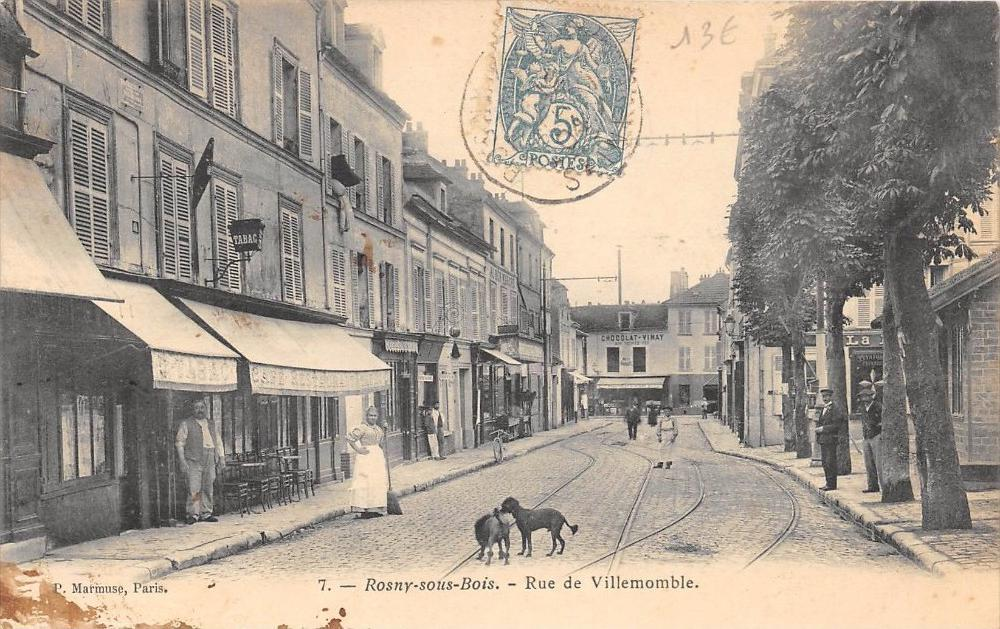
Rue Richard-Gardebled, ancienne rue de Villemomble, vers 1900.

La rue Richard-Gardebled s'appelait autrefois chemin de Montreuil à Villemomble, puis rue de Villemomble et recouvrait la route départementale 19.

## Bâtiments remarquables et lieux de mémoire
- Église Sainte-Geneviève, où se trouvaient une chapelle et un cimetière à l'époque mérovingienne.
- Ancien cimetière de Rosny-Sous-Bois, ouvert dans les années 1820.
- Le médecin militaire René-Nicolas Dufriche Desgenettes légua en 1837 un local - l'ancienne boulangerie Audirac - situé dans cette rue, afin d'y établir la première gendarmerie de la ville[4]. C'est en août 1840 que Jean Bonnet-Cibie, maire de la ville, rappela ce vœeu au Conseil Municipal qui y installa un corps de garde. Il y resta jusqu'à ce qu'en 1850 une nouvelle gendarmerie prit place au no 23, rue Saint-Denis, et qui restera à cette adresse jusqu'en 1870.